# Alpha Dog Games
Alpha Dog Games también conocido como Zenimax Halifax Ltd. fue un estudio que desarrollo videojuegos para móviles  con sede central en Nueva Escocia, Canadá. El estudio fue adquirida el 24 de octubre de 2019 por ZeniMax Media convirtiéndose en una nueva filial. El 21 de septiembre de 2020 la empresa estadounidense Microsoft compra ZeniMax Media y con todas sus filiales (incluyendo Alpha Dog Games). La adquisición cerro en febrero de 2021 permitiendo a Alpha Dog Games formar parte de los estudios de Microsoft quien controla adicionalmente su publicadora Xbox Game Studios.
El 7 de mayo de 2024 a través de un Tweetdel estudio se confirmó el cierre de este mismo por una Reestructuración por parte de Xbox/Microsoft.

## Videojuegos desarrollados
| Año  | Título               | Plataforma   | Referencia |
| ---- | -------------------- | ------------ | ---------- |
| 2012 | Wraithborne          | iOS, Android | [ 5 ]      |
| 2019 | MonstroCity: Rampage | iOS, Android | [ 6 ]      |
| 2021 | Mighty DOOM          | iOS, Android | [ 7 ]      |